# Volte Pravý Blok www.cibulka.net
Volte Pravý Blok www.cibulka.net je česká mimoparlamentní pravicová, antikomunistická a antiruská politická strana založená v roce 1996 pod názvem Pravý Blok. Předsedou a hlavní tváří strany je od roku 2000 aktivista a bývalý disident Petr Cibulka. Mezi základní programové cíle strany patří důsledná pravicová politika, vyrovnaný rozpočet, decentralizace politické moci, referenda, přímá demokracie a vyrovnání se s komunistickou minulostí a ruským vlivem.
Celý oficiální název strany tvoří dlouhý agitační odstavec vyjadřující základní programové cíle a kontaktní údaje strany, oficiální zkratkou je „Volte Pravý Blok www.cibulka.net“.

## Historie strany
Strana byla registrována 29. března 1996. V roce 2000 byl předsedou zvolen Petr Cibulka. Se zvolením nesouhlasila pražská organizace strany a část členské základny, mimo jiné kvůli jeho řadě trestních stíhání, údajnému zasahování do krajských a místních organizací strany a autoritářství.
Ze začátku zaznamenala strana relativní úspěch, ve sněmovních volbách roku 2002 získala 28 163 hlasů, zatímco v předešlých volbách roku 1998 neměla jediný hlas. Ve volbách do Evropského parlamentu v letech 2004 a 2009 dokonce strana překonala hranici 1 % a dosáhla tak na státní příspěvek. Sílící paranoia Petra Cibulky ohledně vlivu Ruské federace a tajných služeb ale vedly k postupnému odchodu většiny členů i voličů. V posledních letech strana kandiduje pouze v Praze, příčinou má být nedostatek financí na uhrazení kaucí.

### Název
Původně nesla strana název Pravý Blok s oficiální zkratkou PB. Během let 2004 až 2016 se ovšem název strany postupně rozšiřoval na dlouhý agitační odstavec vyjadřující základní programové cíle a kontaktní údaje strany. Cibulka se tím snažil zajistit, aby se jeho program i bez pomoci médií dostal do povědomí občanů, neboť podle zákona musí být plný název strany uveden na kandidátní listině, kterou obdrží každý volič.
Poslední změna stanov z roku 2016 ustanovila plný název strany ve znění: Volte Pravý Blok - stranu za snadnou a rychlou ODVOLATELNOST politiků a státních úředníků PŘÍMO OBČANY, za NÍZKÉ daně, VYROVNANÝ rozpočet, MINIMALIZACI byrokracie, SPRAVEDLIVOU a NEZKORUMPOVANOU policii a justici, REFERENDA a PŘÍMOU demokracii WWW.CIBULKA.NET, kandidující s nejlepším protikriminálním programem PŘÍMÉ demokracie a hlubokého národního, duchovního a mravního obrození VY NEVĚŘÍTE POLITIKŮM A JEJICH NOVINÁŘŮM? NO KONEČNĚ! VĚŘME SAMI SOBĚ!!! - ale i s mnoha dalšími DŮVODY, proč bychom měli jít tentokrát VŠICHNI K VOLBÁM, ale - pokud nechceme být ZNOVU obelháni, podvedeni a okradeni - NEVOLIT ŽÁDNOU PARLAMENTNÍ TUNEL - STRANU vládnoucí (post) komunistické RUSKO - ČESKÉ totalitní FÍZLOKRACIE a jejich likvidační protinárodní politiku ČÍM HŮŘE, TÍM LÉPE!!! - jenž žádá o volební podporu VŠECHNY ČESKÉ OBČANY a daňové poplatníky, kteří chtějí změnit dnešní kriminální poměry, jejichž jsme všichni obětí, v jejich pravý opak! V BOJI MEZI DOBREM A ZLEM, PRAVDOU A LŽÍ, NELZE BÝT NEUTRÁLNÍ A PŘESTO ZŮSTAT SLUŠNÝ!!! Proto děkujeme za Vaši podporu!!! Nevěříte-li na pokoru u popravčí káry, zdá-li se vám naše kandidátka málo dokonalá nebo postrádáte-li na ní zástupce své obce nebo města a přitom MÁTE ODVAHU v této válce Lidí Dobra s vládnoucími Lidmi Zla povstat z jimi naordinovaného občanského bezvědomí, kterým nás ničí a dnešní DEMOKRATURU, SKRYTOU TOTALITU a OTROKÁŘSTVÍ VYŠŠÍHO ŘÁDU zásadním způsobem změnit, KANDIDUJTE ZA NÁS!!! Kontakt: Volte Pravý Blok www.cibulka.net, PO BOX 595, 170 00 Praha 7. Oficiální zkratka zůstala od roku 2008 stejná (Volte Pravý Blok www.cibulka.net).
Název strany je tak nejdelším názvem aktivní politické strany na světě.

## Programové cíle
Hlavním cílem strany je boj proti vlivu Ruské federace a „marxismu-satanismu“ na českou, evropskou i světovou politiku a boj proti „občanské nevědomosti“ skrze prosazení „psychotronické gramotnosti“.
Strana prosazuje radikální decentralizaci politické moci, referenda, přímou volbu nejdůležitějších představitelů státu a ústavních činitelů přímo občany. Podle vzoru Švýcarské konfederace chce strana prosadit decentralizaci daňového systému.
Program dále slibuje snížení byrokracie a podporu malých a středních podniků, nízké daně, vyrovnaný státní rozpočet a boj proti korupci.

## Výsledky ve volbách

### Poslanecká sněmovna Parlamentu
| Rok  | Hlasů  | Změna | %    | Mandáty |
| ---- | ------ | ----- | ---- | ------- |
| 2002 | 28 163 | ▲     | 0,59 | 0       |
| 2006 | 20 382 | ▼     | 0,38 | 0       |
| 2010 | 24 750 | ▲     | 0,47 | 0       |
| 2013 | 1 225  | ▼     | 0,02 | 0       |
| 2017 | 491    | ▼     | 0,01 | 0       |
| 2021 | 586    | ▲     | 0,01 | 0       |

### Evropský parlament
| Rok  | Hlasů  | Změna | %    | Mandáty | Státní příspěvek |
| ---- | ------ | ----- | ---- | ------- | ---------------- |
| 2004 | 27 504 | ▲     | 1,17 | 0       | 825 120 Kč       |
| 2009 | 23 612 | ▼     | 1,00 | 0       | 708 360 Kč       |
| 2014 | 8 028  | ▼     | 0,52 | 0       | 0 Kč             |
| 2019 | 4 752  | ▼     | 0,20 | 0       | 0 Kč             |
| 2024 | 3 392  | ▼     | 0,11 | 0       | 0 Kč             |

### Zastupitelstva krajů
| Rok  | Hlasů  | Změna | %    | Mandáty |
| ---- | ------ | ----- | ---- | ------- |
| 2004 | 8 431  | ▲     | 0,39 | 0       |
| 2008 | 19 915 | ▲     | 0,68 | 0       |
| 2012 | 23 291 | ▲     | 0,88 | 0       |
| 2016 | 3 948  | ▼     | 0,15 | 0       |
| 2020 | 2 267  | ▼     | 0,08 | 0       |

### Zastupitelstva obcí
| Rok  | Hlasů  | Změna | %    | Mandáty | Změna |
| ---- | ------ | ----- | ---- | ------- | ----- |
| 1998 | 5 673  | ▲     | 0,01 | 1       | +1▲   |
| 2002 | 35 656 | ▲     | 0,04 | 4       | +3▲   |
| 2006 | 83 057 | ▲     | 0,08 | 3       | -1▼   |
| 2010 | 42 853 | ▼     | 0,05 | 2       | -1▼   |
| 2014 | 14 932 | ▼     | 0,02 | 1       | -1▼   |
| 2018 | 4 275  | ▼     | 0,00 | 0       | -1▼   |
| 2022 | 2 071  | ▼     | 0,00 | 0       | 0 ▬   |